# Telescopus variegatus
Telescopus variegatus е вид змия от семейство Смокообразни (Colubridae). Видът не е застрашен от изчезване.

## Разпространение и местообитание
Разпространен е в Бенин, Буркина Фасо, Гамбия, Гана, Гвинея, Камерун, Кот д'Ивоар, Мали, Нигер, Нигерия, Сенегал, Сиера Леоне, Того и Централноафриканска република.
Обитава савани, крайбрежия и плажове.